# Fuga del penal de Oblatos
La fuga del Penal de Oblatos hace referencia a la fuga carcelaria de los miembros de la Liga Comunista 23 de septiembre (LC23S) de la Penitenciaría de Oblatos en Guadalajara, Jalisco, México el 22 de enero de 1976. El grupo guerrillero llamó al operativo militar Operación 29 de mayo.

## Cronología
En 1975 en el Penal de Oblatos se encontraban recluidos en el Departamento G del penal de Oblatos distintos presos políticos de la LC23S, las Fuerzas Revolucionarias Armadas del Pueblo (FRAP) y Unión del Pueblo. El Departamento G era una zona de alta seguridad del penal creada en 1973 llamada popularmente El rastro al ser una zona colindante con un viejo rastro de la ciudad.
Los guerrilleros Antonio Orozco Michel alias Michel, Guillermo Pérez Mora alias Tenebras, José Natividad Villela Vargas alias Billetes, Armando Escalante Morales, Francisco Mercado Espinoza y Mario Cartagena López alias Guaymas encontraron una posible vulneración en la seguridad en el muro de uno de los baños cercanos a los muros del penal, comenzando la planeación en la celda de alias Tenebras. Los guerrilleros se coordinan con comandos exteriores para sincronizar la operación de fuga y el escape posterior y determinan el 16 de enero como fecha, recibiendo un mensaje externo de que eso no sería posible y acuerdan una nueva fecha. El penal estaba bajo la vigilancia de la Policía Rural de Jalisco.
El 22 de enero de 1976 la hora acordada fue las 19:30 para lo cual los guerrilleros se preparan comiendo poco y sincronizando sus relojes para coincidir con el operativo al exterior. El escape ocurrió cuando los guerrilleros entraron por una horadación en el muro de su celda que realizaron por dos meses en el segundo piso del Rastro que los conduce al garitón 9, un puesto de vigilancia donde solo había un policía al que asesinaron. Los evasores descendieron del garitón hacia un muro de cinco metros de alto con cuerdas hechizas de estambre. La hora acordada con el comando exterior para culminar el escape eran las 19:39 y en ese momento inician el ataque para cubrir la evasión. A las 19:45 la zona queda a oscuras por un apagón.
Un comando exterior al mando de David Jiménez Sarmiento, alias Chano y Saúl Enríquez atacó la puerta central de la cárcel, en tanto otro comando disparó a la garita por donde escaparon los guerrilleros presos. Otra célula en la que participaba Alicia de los Ríos Merino alias Susana atacaron a un grupo de policías en la esquina donde ocurrió la fuga (cruce de las calles 58 y Gómez de Mendiola) asesinándolos; un tercer comando atacó la subestación eléctrica "El Álamo" obligando a los empleados a bajar los interruptores de energía para que el penal quedara a oscuras.